# Clarke Glacier (glaciär i Antarktis, lat -75,40, long 162,08)
Clarke Glacier är en glaciär i Antarktis. Den ligger i Östantarktis. Nya Zeeland gör anspråk på området. Clarke Glacier ligger 244 meter över havet.
Terrängen runt Clarke Glacier är platt åt nordost, men åt sydväst är den kuperad. Trakten är obefolkad. Det finns inga samhällen i närheten.